# Gaston Carrière
Gaston Carrière, né le 21 mars 1913 à Curran (Ontario, Canada) et décédé le 29 juin 1985 à Ottawa, était un oblat, professeur, historien et essayiste franco-ontarien. 

## Biographie
Gaston Carrière fait son doctorat en philosophie puis enseigne à l'Université d'Ottawa de 1945 à 1966. Il publie plus de 40 ouvrages et de nombreux articles.

## Œuvres
- 1951 : Précis de méthodologie à l'usage des étudiants de philosophie[1]
- 1952 : L'Église du silence
- 1957 : Histoire documentaire de la Congrégation des missionnaires oblats de Marie-Immaculée dans l'est du Canada
- 1957 : Jean-Marie Nédélec, o.m.i. 1864-1896
- 1957 : Missions catholiques dans l'est du Canada et l'honorable Compagnie de la Baie d'Hudson (1844-1900)
- 1958 : Les Oblats de Marie de l'Incarnation dans le vicariat apostolique du Labrador (1884-1956)
- 1958 : Le Roi de Betsiamites
- 1958 : Le Grand éducateur
- 1959 : Le Père Louis-Étienne Reboul, oblat de Marie-Immaculée
- 1960 : L'Arpenteur du Bon Dieu
- 1960 : Un Apôtre à Québec
- 1960 : L'Université d'Ottawa 1848-1861
- 1961 : Le Voyageur du Bon Dieu
- 1962 : Le Père du Keewatin
- 1962 : Planteur d'églises
- 1963 : Explorateur pour le Christ
- 1963 : Missionnaire sans toit
- 1965 : Initiation au travail scientifique
- 1967 : L'Apôtre des Prairies
- 1967 : L'Inoubliable fondateur : André-Marie Garin
- 1978 : Le Père Jean-Pierre Guéguen, o.m.i. 1838-1909

## Prix et reconnaissances
- Médaille du centenaire du Canada (1967)[2]
- Ordre du Canada (1973)
- Prix de l'Association des archivistes du Québec (1973-1974)
- Médaille du Jubilé de la reine Élisabeth II (1977)
- Cartificat de mérite en histoire régionale de la Société historique du Canada (1987)